# دونل واشنطن
دونل واشنطن (بالإنجليزية: Donnell Washington)‏ هو لاعب كرة قدم أمريكية أمريكي، ولد في 6 فبراير 1981 في بيافورت في الولايات المتحدة.